# "笑い"のさくら咲く 〜ギャグセレクション〜
『"笑い"のさくら咲く 〜ギャグセレクション〜』（わらいのさくらさく ギャグセレクション）は、嘉門タツオ（旧名・嘉門達夫）の13作目のベスト・アルバム。
2010年3月24日にクラッチ.から発売された。

## 概要
前作『嘉門達夫 ゴールデン☆ベスト 〜BEST OF 替え唄 & ヒットソングス 1989-1996〜』から半年振りに発売。1990年以降に発表された楽曲から選曲。続編『"恋"のさくら咲く 〜恋愛セレクション〜』が翌4月に発売された。

## 収録曲
1. CHAU! CHAU! CHAU!
作詞：嘉門達夫、作曲：作者不詳、編曲：嘉門達夫
2. 宅配便の兄ちゃんは見ている
作詞・作曲：嘉門達夫、編曲：依光輝久
3. それはまるで 〜ベスト〜
作詞：嘉門達夫・さくら組、作曲：嘉門達夫、編曲：中町俊自
4. アワビさん 〜ライブ〜
Live Recording at NAGOYA TOKUZO (2010.1.17)
作：嘉門達夫
5. 青春フォーク替え歌メドレー
脚色：嘉門達夫、編曲：中町俊自
6. なごり寿司 〜なごり雪〜
作詞・作曲：伊勢正三、脚色：嘉門達夫、編曲：安藤匠
7. ツッコめや!
作：嘉門達夫
8. ええ奴やんか 〜凝縮バージョン〜
作詞：嘉門達夫・田川良作、作曲：嘉門達夫、編曲：中町俊自
9. ホラー 〜よりぬき〜
作：嘉門達夫・さくら組
10. もおええやろキミ! 〜ベスト〜
作詞・作曲・編曲：嘉門達夫
11. 諸行無常 〜ベスト〜
作詞・作曲：嘉門達夫、編曲：中村雅都
12. おじいちゃん 〜ライブ〜
Live Recording at NAGOYA TOKUZO (2010.1.17)
作：嘉門達夫・さくら組
13. 怒りのグルーヴ 〜おとぎ話篇
作詞・作曲・編曲：嘉門達夫
14. 今日のブルース [guest：笑福亭笑瓶]
作詞・作曲：嘉門達夫・笑福亭笑瓶、編曲：FoolyouS
15. 言うだけ番長 〜ライブ2〜
Live Recording at NAGOYA TOKUZO (2010.1.17)
作詞：嘉門達夫・さくら組、作曲・編曲：嘉門達夫
16. チェケラッチョ!
作詞・作曲・編曲：嘉門達夫
17. 哀歌 〜エレジー〜ベスト〜
作詞：嘉門達夫・さくら組、作曲・編曲：嘉門達夫
18. 月宮殿 〜星の都〜
作詞：嘉門達夫、作曲・編曲：林有三
19. 俺だけかぁー 〜ライブ〜
Live Recording at NAGOYA TOKUZO (2010.1.17)
作詞：嘉門達夫・さくら組、作曲・編曲：嘉門達夫
20. ホントにいたのかこんなヤツ
作：嘉門達夫
21. ストーリーランド
作：嘉門達夫
22. さくら咲く
作詞・作曲：嘉門達夫、編曲：中町俊自
23. 味の宝石箱やぁ〜 [guest：彦摩呂]
作詞：嘉門達夫・彦摩呂、作曲・編曲：嘉門達夫
サービストラック
24. 肉の事なら寺門ジモン! [guest：寺門ジモン]
作詞：嘉門達夫・寺門ジモン、作曲・編曲：嘉門達夫
サービストラック